# Stanley Havili
Stanley Havili (* 14. listopadu 1987 v Salt Lake City, stát Utah) je hráč amerického fotbalu bez angažmá nastupující na pozici Fullbacka zv National Football League. Univerzitní fotbal hrál za University of Southern California, poté byl vybrán v sedmém kole Draftu NFL 2011 týmem Philadelphia Eagles.

## Mládí
Haviliho rodiče Tevita a Elva jsou imigranti z Tongy, a sám Stanley pochází z osmi dětí. Nejprve navštěvoval školu East High v domovském Salt Lake City a po jednom roce přestoupil na Cottonwood High School ve městě Murray. Jako nováček utrpěl zranění ramene, jenže rodina neměla peníze na operaci a tak se jeho levé rameno nikdy plně neuzdravilo. To mu ale nezabránilo dosáhnout v závěrečné sezóně na 2 652 naběhaných yardů a 32 touchdownů.

## Univerzitní fotbal
Havili přestoupil na University of Southern California, jenže hned ve třetím utkání proti University of Arizona si zlomil nohu a sezóna 2006 pro něj skončila. O rok později již nastoupil do všech třinácti zápasů a z 21 pokusů naběhal 134 yardů a 2 touchdowny, a kromě toho zachytil 34 přihrávek pro 248 yardů a 5 touchdownů. V podobných výkonech pokračoval i v sezónách 2008, 2009 a 2010, kdy byl zvolen kapitánem týmu. Univerzitní kariéru ukončil jako rekordman školy na pozici fullbacka v počtu zachycených přihrávek (114), celkem pak nastoupil do 52 zápasů (48krát jako startujíc hráč) a v nich získal 1 799 yardů a 15 touchdownů.

## Profesionální kariéra

### Philadelphia Eagles
Stanley Havili byl vybrán v sedmém kole Draftu NFL 2011 na 240. místě týmem Philadelphia Eagles a 4. července zde podepsal čtyřletou smlouvu. 2. září při finálním zužování kádru před startem NFL se nedostal do týmu a byl propuštěn, nicméně jako náhradník byl znovu podepsán o dva dny později. Na konci sezóny 2011, ve které nastoupil do patnácti zápasů a zaznamenal 22 naběhaných yardů, 43 zachycených a 1 touchdown, jeho kontrakt vypršel a stal se volným hráčem.

### Indianapolis Colts
28. března 2013 byl Havili vyměněn za defensive enda Cliftona Geatherse do týmu Indianapolis Colts, kde se stal startujícím fullbackem. Nastoupil celkem do třinácti zápasů (osmkrát jako startující hráč), naběhal 7 yardů a zachytil 18 přihrávek pro 128 yrdů a 1 touchdown. Od sezóny 2014 přešli Colts na systém se dvěma Tight endy a Havili už do hry nezasáhl. 4. listopadu 2014 byl propuštěn.

### Seattle Seahawks
Havili podepsal smlouvu se Seattle Seahawks 12. prosince 2014 jako náhradník, ale již 5. prosince byl propuštěn a následně ukončil kariéru.